# فالمونستر
فالمونستر (بالفرنسية: Valmunster)‏ هي بلدية تقع في فرنسا في Canton of Boulay-Moselle. يقدر عدد سكانها بـ 94 نسمة ومساحتها 3.14 كم2 وترتفع عن سطح البحر 115 متر.